# Alyxia buxifolia
Alyxia buxifolia Banks ex R. Br. – gatunek roślin z rodziny toinowatych.

## Morfologia

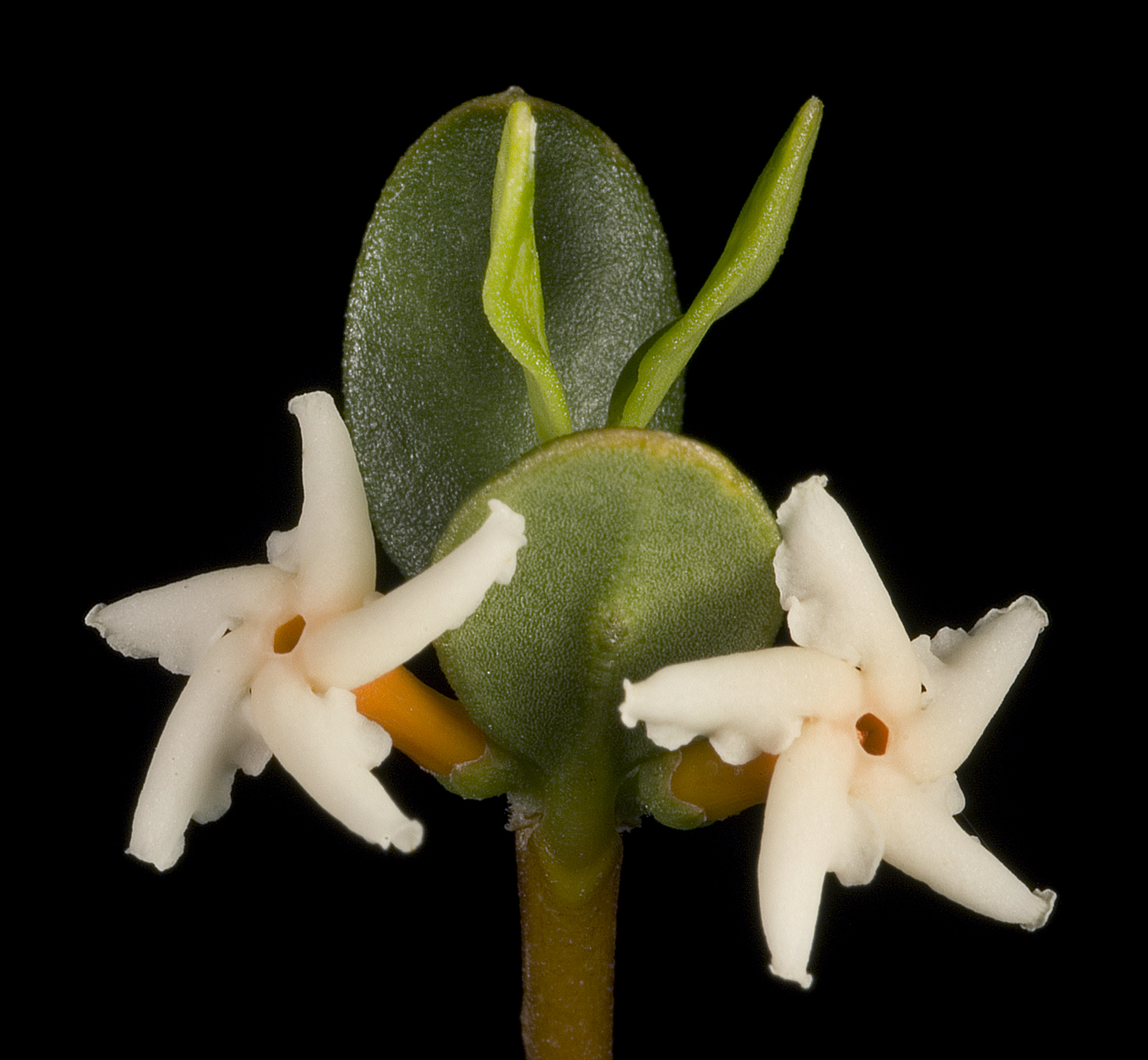
Kwiaty

PokrójKrzew osiągający wysokość do 2 m, zazwyczaj jednak mniejszy.
LiścieUlistnienie zazwyczaj naprzemianległe, czasami jednak z węzła wyrastają po 3 liście. Są grube, sztywne, szerokoeliptyczne do jajowatych, o długości 1–4 cm i szerokość 0,5–2,5 cm. Mają wierzchołek tępy, gładkie obrzeża, nagą i ciemnozieloną powierzchnię (na dolnej stronie bledszą). Nerwacja wyraźna, ale niewznosząca się ponad powierzchnię liści. Ogonek o długości 1–5 mm.
KwiatyZebrane w wierzchotkę licząca do 8 kwiatów wyrastających na szypułkach o długości do 2 mm. Działki kielicha o długości do 2 mm, płatki korony do 5 mm, białe. Kwiaty z pomarańczową rurką kielicha o długości do 8 mm.
OwocCzerwony, 1–2 nasienny, elipsoidalny lub kulisty, o średnicy do 8 mm.

## Siedlisko i występowanie
Występuje w Australii  na południe od zatoki Batemans. Rośnie głównie na przybrzeżnych skałach, również w bardziej zacisznych miejscach przybrzeżnych.